# Biston bistonaria
Biston bistonaria är en fjärilsart som beskrevs av Francis Walker 1866.
Biston bistonaria ingår i släktet Biston och familjen mätare, Geometridae. Inga underarter finns listade i Catalogue of Life.